# Onenses hyalophora
Onenses hyalophora är en fjärilsart som beskrevs av Felder 1869. Onenses hyalophora ingår i släktet Onenses och familjen tjockhuvuden. Inga underarter finns listade i Catalogue of Life.